# 东帝汶民主共和国 (1975年)
东帝汶民主共和国（葡萄牙語：República Democrática de Timor-Leste），简称东帝汶（Timor-Leste；Timór-Lorosa'e），是一个在今东帝汶境内单方面宣告成立的国家，由东帝汶独立革命阵线于1975年11月28日宣布成立。9天后的1975年12月7日，印度尼西亚对东帝汶发动入侵。